# Marcos de Toledo
Marcos de Toledo, conegut en llatí com, Marcus Tolletanus o Marcus Canonicus Tolletanus, va ser un traductor i metge del principi segle xiii, que va traduir obres mèdiques i religioses àrabs al llatí.

## Vida
Poc es coneix de la seva vida. Se sap que va ser diaca i/o canonge de la catedral de Toledo entre el 1193 i el 1216. Probablement fill d'una família castellana mossàrab, tenia prou coneixements d'àrab com per traduir texts científics i religiosos àrabs al llatí.
Havia estudiat medicina, primer amb texts àrabs i després al Studium (potser a Montpeller). Això el devia impulsar a millorar l'ensenyament de la Medicina que, en aquella època es feia amb la Articella, un text sorgit de l'Escola Mèdica Salernitana en el segle xi, al qual se li afegien texts traduïts de l'àrab. Així doncs, va preparar una nova traducció de l'Isagoge Johannitii ad Tegni Galieni de Hunayn ibn Ishaq al que li va afegir altres traduccions del mateix Hunayn de texts grec de Galé (com el De pulsis) i d'altres autors (com Filàret). Aquestes traduccions van ser amplament utilitzades a les universitats europees de medicina en els segles XII a XVI.
Una altra traducció de Marcos que també va tenir força influència va ser la de l'Alcorà. Era la segona traducció que es feia al llatí (la primera havia estat obra de Robert de Ketton a Saragossa o Tudela), però al contrari de la primera era força més literal i, fins al que permetia l'època, objectiva. Malgrat les seves virtuts va tenir menys difusió i influència que la de Robert de Ketton.